# كيلي لويد
كيلي لويد (بالإنجليزية: Kelly Lloyd)‏ هي محامية أمريكية، ولدت في 1977 في إنديانابوليس في الولايات المتحدة.